# Нуменор
Нуменор (енгл. Númenor) је измишљено место енглеског аутора Џ. Р. Р. Толкина. Нуменор је велико острво (или пак континент) које се налази у мору западно од Средње земље, а источно од Амана. Познато је и као највеће краљевство људи Средње земље. Острво бива уништено, а већина његове популације убијена када су, поставши искварени од стране Саурона, напали Валаре.
Аутор је за стварање Нуменора био инспирисан причом о Атлантиди, што се може видети у самој судбини Нуменора, али и у његовом алтернативном имену Atalantë.
Прича о Нуменору је у оригиналној Толкиновој замисли требало да буде завршно поглавље Силмарилиона, нека врста скока у будућност након главних догађаја Првог Доба и „Старих дана”, али је са настанком Господара прстенова прича о Нуменору постала важна спона између ова два дела. То је Нуменору дало велики значај у Толкиновом легендаријуму. Нуменорејци су као језик за споразумевање користили Адунаик, језик из кога се касније, према Толкину, развио „Заједнички језик” Средње земље.

## Историја
Острво је издигнуто из мора од стране Валара у знак захвалности Едаинима (прецима људи) који су се борили са вилењацима и Валарима против Мелкора и тако допринели његовом коначном паду.
Краљевство је коначно успостављено 32. године Другог доба од стране Елроса, сина Еарендила, који је изабрао живот као човек (смртност), док је његов брат Елронд изабрао живот вилењака. Нуменорејци су од Валара добили дар дугог живота што им је омогућило животе од неколико стотина година. Поред поклањања дугог живота Валари су Нуменорејцима забранили долазак у Аман.
Нуменорејци су колонизовали већи део Средње земље и више пута су долазили у сукоб са Сауроном којег су након неког времена 1700. године другог доба, заробили и повели у заточеништво у Нуменор. Након неког времена они су потпали под утицај Сауронових речи и почели да завиде вилењацима на њиховом дугом животу, а касније чак и да обожавају Моргота. То је 3319. године д.д. довело да 25. краљ Нуменора Ар-Фаразон сагради велику флоту и нападне Валаре. Што је довело до беса самог Илуватара који је уништио нуменорејску флоту чим се искрцала у Аман, а Нуменор потопио.
Услед издаје Нуменора, Илуватар је одлучио да Арду (Земљу) начини округлом, а Аман истргне из граница света оставивши знање пута за Аман једино вилењацима. Преживели лојални Нуменорејци су избегли у Средњу земљу где су основали краљевства Гондор и Арнор. Од искварених Нуменорејаца, који су избегли, већина се населила у Хараду где су постали познати као „Црни Нуменорејци”.

## Географија
Најбољи опис Нуменора нам Толкин даје у делу Незавршених прича под називом Опис острва Нуменор, за ове информације је Толкин тврдио да долазе из архива Гондора.
Острво се налазило у мору између Средње земље и Амана, по облику је подсећало на звезду петокраку. Ширина острва је била нешто више од 400 km.

### Региони
Нуменор је био подељен у шест региона, и то:
- Форостар или „Северне земље” - северно полуострво2 Нуменора, описано као каменито и најмање плодно од свих региона. Овај регион је био познат по грађевинарству које се развило усред великог броја каменолома.
- Андустар или „Западне земље” - углавном плодно и пошумљено подручје са каменитим деловима ка северу, неколико већих лука је изграђено у овом подручју услед природних залива који су формирани дуж обале.
- Хијарнустар или „Југозападне земље” - регион познат по виноградима што му даје епитет веома плодног. Бројна села позната по производњи вина су се налазила у овом региону.
- Хијаростар или „Југоисточне земље” - најниже полуострво Нуменора, чувено по разноликом дрвећу које је на њему расло. Дрвеће је узгајано на плантажама и коришћено у бродоградњи (вештину коју су Нуменорејци усавршили).
- Оростар или „Источне земље” - углавном раван и благо брдовит регион, такође хладан али плодан регион у којем су се налазиле највеће плантаже житарица.
- Миталмар или „Унутрашње земље” - централни део Нуменора, чини га велика травната висораван. Доста већих градови Нуменора је лоцирано у централном делу острва.